# Polnische Sommermeisterschaften im Skispringen 2018
Die Polnischen Sommermeisterschaften im Skispringen 2018 fanden am 7. und 27. Oktober 2018 statt. Während die Wettkämpfe der Frauen und der Junioren auf der Skalite-Mittelschanze in Szczyrk ausgetragen wurden, hielten die Männer ihren Wettbewerb auf der Wielka Krokiew in Zakopane ab. Die Meisterschaften wurden vom polnischen Skiverband PZN organisiert.

## Teilnehmer

### Männer
| 39 Teilnehmer von neun Vereinen                                                                                | 39 Teilnehmer von neun Vereinen                                                               |
| --- | --------------------------------------------------------------------------------------------- |
| - WSS Wisła (10) - AZS Zakopane (10) - TS Wisła Zakopane (5) - LKS Klimczok Bystra (4) - LZS Sokół Szczyrk (4) | - KS Eve-nement Zakopane (3) - KS Chochołów (1) - LKS Poroniec Poronin (1) - WKS Zakopane (1) |

### Frauen
| 12 Teilnehmerinnen von fünf Vereinen                       | 12 Teilnehmerinnen von fünf Vereinen                              |
| ---------------------------------------------------------- | ----------------------------------------------------------------- |
| - AZS Zakopane (6) - WSS Wisła (2) - LZS Sokół Szczyrk (2) | - UKS Sołtysianie Stare Bystre (1) - PKS Olimpijczyk Gilowice (1) |

## Ergebnisse

### Männer

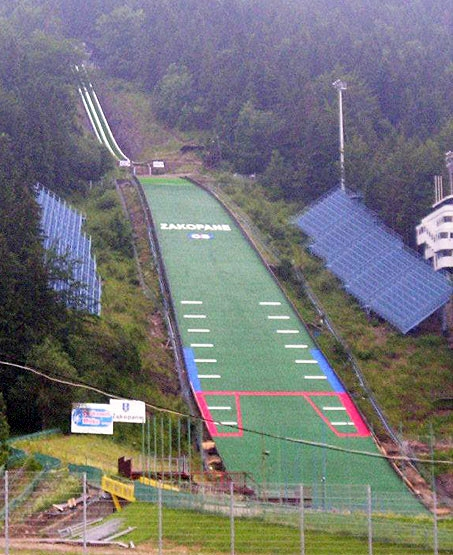
Austragungsort: Wielka Krokiew

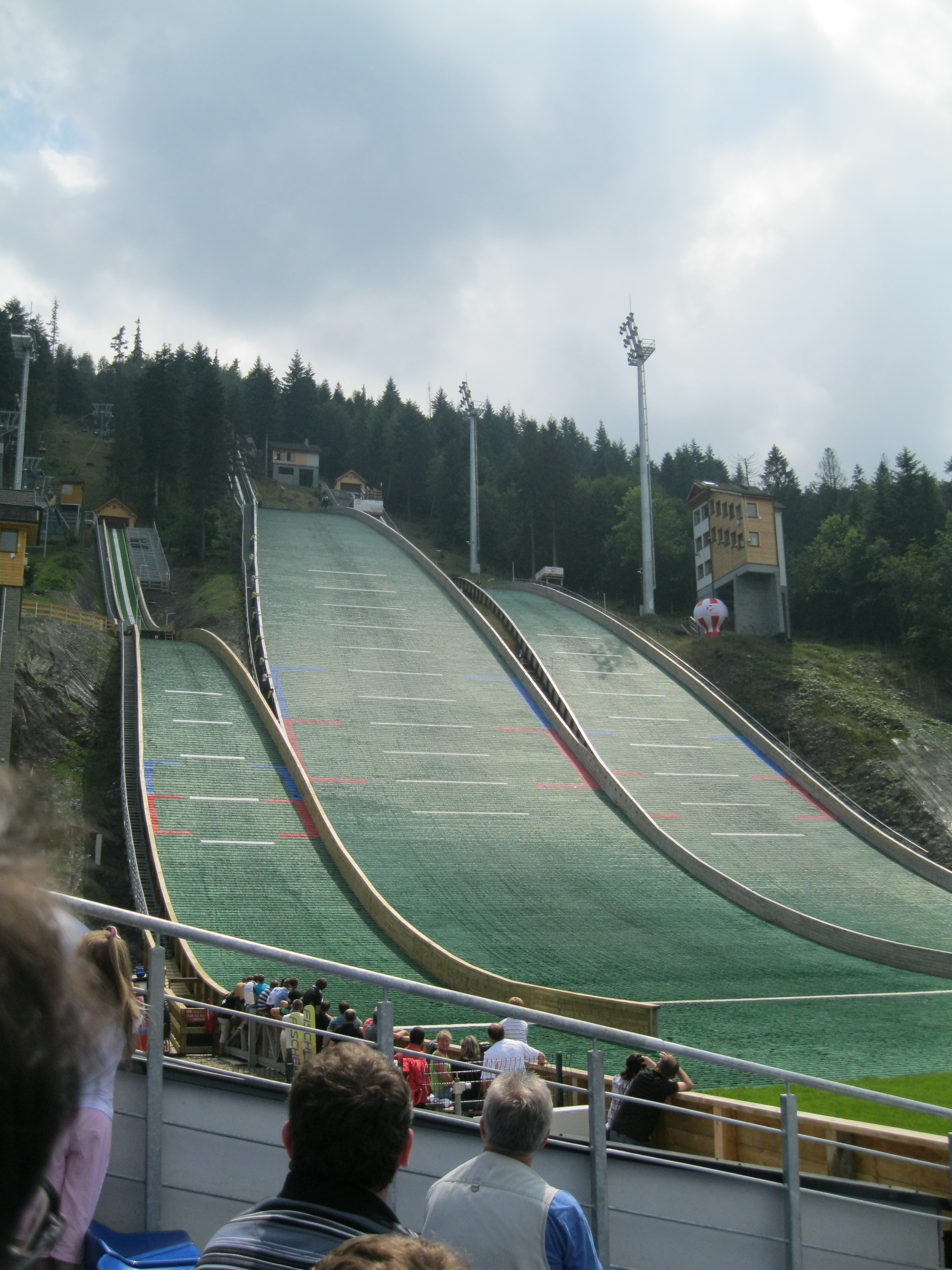
Austragungsort: Skalite

Der Einzelwettbewerb fand am 27. Oktober 2018 von der Großschanze Wielka Krokiew (HS 140) in Zakopane statt. Es waren 39 Athleten gemeldet, jedoch gingen zwei nicht an den Start und mit Jan Bukowski wurde ein Springer disqualifiziert. Die Sportler Jakub Wolny, Piotr Żyła und Dawid Kubacki zeigten mit 136,5 Metern die weitesten Sprünge des Tages. Polnischer Meister wurde Dawid Kubacki.
| Platz | Name                 | Verein                 | Weite 1 | Weite 2 | Punkte |
| ----- | -------------------- | ---------------------- | ------- | ------- | ------ |
| 01.   | Dawid Kubacki        | TS Wisła Zakopane      | 135,5   | 136,5   | 320,6  |
| 02.   | Piotr Żyła           | WSS Wisła              | 133,0   | 136,5   | 314,1  |
| 03.   | Kamil Stoch          | KS Eve-nement Zakopane | 130,0   | 134,5   | 305,6  |
| 04.   | Stefan Hula          | KS Eve-nement Zakopane | 130,0   | 132,5   | 295,2  |
| 05.   | Jakub Wolny          | LKS Klimczok Bystra    | 126,5   | 136,5   | 290,3  |
| 06.   | Klemens Murańka      | TS Wisła Zakopane      | 128,5   | 131,5   | 275,3  |
| 07.   | Maciej Kot           | AZS Zakopane           | 123,0   | 131,5   | 273,5  |
| 08.   | Tomasz Pilch         | WSS Wisła              | 126,0   | 130,5   | 267,5  |
| 08.   | Aleksander Zniszczoł | WSS Wisła              | 125,5   | 133,5   | 267,5  |
| 10.   | Przemysław Kantyka   | LKS Klimczok Bystra    | 123,0   | 130,5   | 255,6  |
| 11.   | Paweł Wąsek          | WSS Wisła              | 125,5   | 126,0   | 254,5  |
| 12.   | Andrzej Stękała      | AZS Zakopane           | 124,0   | 124,5   | 251,1  |
| 13.   | Mateusz Gruszka      | AZS Zakopane           | 118,0   | 125,0   | 210,9  |
| 14.   | Kacper Juroszek      | WSS Wisła              | 117,0   | 120,5   | 197,5  |
| 15.   | Krzysztof Leja       | AZS Zakopane           | 113,5   | 117,0   | 195,0  |

### Frauen
Der Einzelwettbewerb fand am 7. Oktober 2018 von der Skalite-Mittelschanze (HS 77) in Szczyrk statt. Es waren 12 Athletinnen gemeldet, die alle in die Wertung kamen. Die spätere Meisterin Kamila Karpiel zeigte mit 72,5 Metern den weitesten Sprung des Tages.
| Platz | Name                 | Verein                       | Weite 1 | Weite 2 | Punkte |
| ----- | -------------------- | ---------------------------- | ------- | ------- | ------ |
| 01.   | Kamila Karpiel       | AZS Zakopane                 | 072,5   | 071,0   | 230,4  |
| 02.   | Anna Twardosz        | PKS Olimpijczyk Gilowice     | 066,0   | 070,5   | 214,6  |
| 03.   | Joanna Szwab         | AZS Zakopane                 | 061,0   | 066,0   | 189,3  |
| 04.   | Kinga Rajda          | LZS Sokół Szczyrk            | 061,0   | 064,5   | 185,2  |
| 05.   | Magdalena Pałasz     | UKS Sołtysianie Stare Bystre | 060,5   | 064,5   | 185,0  |
| 06.   | Joanna Kil           | AZS Zakopane                 | 058,5   | 063,0   | 174,6  |
| 07.   | Nicole Konderla      | WSS Wisła                    | 051,5   | 061,5   | 149,2  |
| 08.   | Marcelina Bełtowska  | AZS Zakopane                 | 055,0   | 055,5   | 139,2  |
| 09.   | Róża Pawlikowska     | AZS Zakopane                 | 051,0   | 053,0   | 122,6  |
| 10.   | Wiktoria Przybyła    | LZS Sokół Szczyrk            | 043,0   | 047,5   | 086,7  |
| 11.   | Wiktoria Polanowska  | AZS Zakopane                 | 040,5   | 046,5   | 076,3  |
| 12.   | Wiktoria Kiersnowska | WSS Wisła                    | 042,5   | 040,0   | 064,5  |

### Junioren
Der Wettbewerb der Junioren fand am 7. Oktober 2018 von der Skalite-Mittelschanze (HS 77) in Szczyrk statt. Es waren elf Athleten gemeldet, die alle in die Wertung kamen. Juniorenmeister wurde Damian Skupień.
| Platz | Name                 | Verein                   | Weite 1 | Weite 2 | Punkte |
| ----- | -------------------- | ------------------------ | ------- | ------- | ------ |
| 01.   | Damian Skupień       | TS Wisła Zakopane        | 073,0   | 072,0   | 240,5  |
| 02.   | Jarosław Krzak       | PKS Olimpijczyk Gilowice | 071,0   | 072,0   | 231,7  |
| 03.   | Wiktor Pękala        | LZS Sokół Szczyrk        | 072,0   | 070,0   | 226,3  |
| 04.   | Szymon Pawłowski     | LKS Klimczok Bystra      | 070,5   | 070,0   | 223,2  |
| 05.   | Andrzej Szczechowicz | TS Wisła Zakopane        | 070,0   | 067,0   | 216,8  |